# Distretto municipale di Obuasi
Il distretto di Obuasi Municipal (ufficialmente Obuasi Municipal District, in inglese) è un distretto municipale della regione di Ashanti del Ghana.